# Rhomboda cristata
Rhomboda cristata är en orkidéart som först beskrevs av Carl Ludwig von Blume, och fick sitt nu gällande namn av Paul Ormerod. Rhomboda cristata ingår i släktet Rhomboda och familjen orkidéer. Inga underarter finns listade i Catalogue of Life.